# Przelewice
Przelewice è un comune rurale polacco del distretto di Pyrzyce, nel voivodato della Pomerania Occidentale.
Ricopre una superficie di 162,20 km² e nel 2005 contava 5 273 abitanti.